# Jan Hinnerk

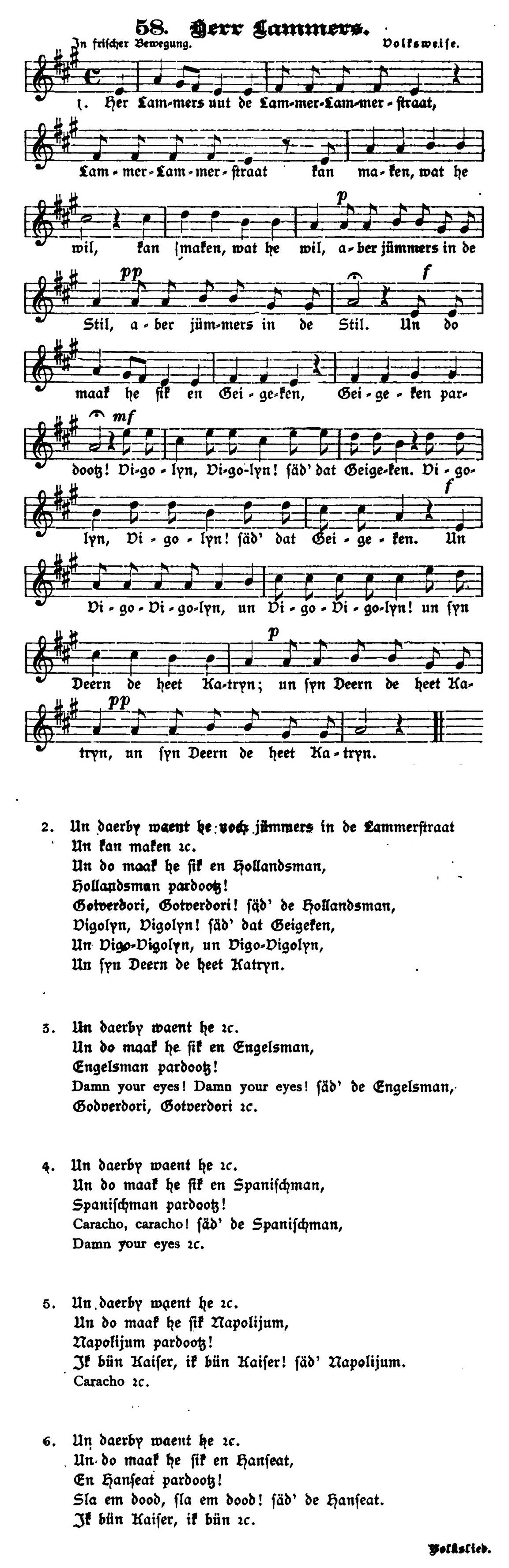
Her Lammers uut de Lammer-Lammerstraat, 1884

Jan Hinnerk ist ein Volks- und Spottlied im Hamburger Platt. Der Autor ist unbekannt.

## Historischer Hintergrund
Das Lied entstand in der Hamburger Franzosenzeit (1806 bis 1814) aus Protest gegen die Französische Besatzung.
In der Franzosenzeit konnten die Hamburger Bürger nicht so frei reden, wie man gern wollte. Um seinem Unmut Luft zu machen, musste man es durch die Blume sagen:
Jan Hinnerk ist der Codename für Gott – seine Initialen JH geben hierauf einen Hinweis. Er guckt sich das Treiben von dort aus an, wo er wohnt, nämlich von der Lammerstraat aus. Das ist der Himmel mit seinen Lämmerwolken; denn eine Lämmerstraße hat es in Hamburg nie gegeben.
Jan Hinnerk ist allmächtig. So macht er sich zuerst ein Geigeken. Es steht für den Autor des Liedes.
Dann macht er sich einige der an den Koalitionskriegen beteiligten Völker:
den Hollandsmann,
den Engelsmann und
den Spanischmann, die alle auf ihre Art fluchen.
Dann macht er sich Napoleon und schließlich den Hanseaten, der das fordert, was die Hamburger Bevölkerung während der harten und unmenschlichen Besatzungszeit denkt: Schlagt ihn tot!
Sin Deern ist die St.-Katharinen-Kirche. Sie war nämlich die einzige der Hamburger Hauptkirchen, in der damals noch Gottesdienste gehalten werden durften.

## Musikalischer Aufbau
Das Lied hat sechs Strophen mit einer Reprise: In jeder Strophe wird der Text um eine Zeile erweitert. Hier handelt es sich um einen rückwärts laufenden Kettenkehrreim.

## Vorbilder
Eine ältere Fassung des Liedes findet sich im „Niederdeutschen Liederbuch“ (1884). Die älteste nachgewiesene Version stammt aus dem 1870 herausgegebenen Heft Vif schöne nye Lieder. Hier heißt das Lied jeweils Herr Lammers ut de Lammerstraat. Als Vorbild für dieses Lied diente ein hochdeutsches Volkslied, das von einem Musiker handelt, der sich in jeder Strophe ein neues Musikinstrument macht.
Die Melodie von „Vigolin, Vigolin sä dat Geigeken“ ist identisch mit „Dort vergiss leises Flehn, süßes Kosen“ aus Mozarts Figaros Hochzeit.
Und die dreimalige Wiederholung der Schlusskadenz („un sin Deern, de heet Katrin“) mit ihrer Stretta-Wirkung lässt dieselbe Assoziation zu.

## Neue Vertonungen
Es existiert ein sechsstimmiger Chorsatz von Fritz Bultmann, der erstmals in den 1970er Jahren erschien und seitdem in mehreren Varianten weiterentwickelt wurde.

## Text
1

Jan Hinnerk wahnt up de Lammer-Lammerstraat,

kann maken wat he will, swich man jümmer jümmer still.

Un da maakt he sick een Geigeken, Geigeken pardautz.

Vigolin, Vigolin sä dat Geigeken,

Vigolin, Vigolin sä dat Geigeken.

Un Vigo-Vigolin, un Vigo-Vigolin,

un sin Deern, de heet Katrin.

2

Un dorbi wahnt he noch jümmer op de Lammer-Lammerstraat,

kann maken wat he will, swich man jümmer jümmer still.

Un da makt he sick en Hollandsmann, Hollandsmann pardautz.

Gottsverdori, Gottsverdori! sä de Hollandsmann,

Vigolin, Vigolin sä dat Geigeken.

Un Vigo-Vigolin, un Vigo-Vigolin,

un sin Deern, de heet Katrin.

3

Un dorbi wahnt he noch jümmer op de Lammer-Lammerstraat,

kann maken wat he will, swich man jümmer jümmer still.

Un dor makt he sick en Engelsmann, Engelsmann pardautz.

Damn your eyes, Damn your eyes, sä de Engelsmann,

Gottsverdori, Gottsverdori! sä de Hollandsmann.

Vigolin, Vigolin, sä dat Geigeken.

Un Vigo-Vigolin, un Vigo-Vigolin,

un sin Deern, de heet Katrin.

4

Un dorbi wahnt he noch jümmer op de Lammer-Lammerstraat,

kann maken wat he will, swich man jümmer jümmer still.

Un dor makt he sick en Spanischmann, Spanischmann pardautz.

Caramba, Caramba! sä de Spanischmann,

Damn your eyes, Damn your eyes, sä de Engelsmann.

Gottsverdori, Gottsverdori! sä de Hollandsmann,

Vigolin, Vigolin, sä dat Geigeken.

Un Vigo-Vigolin, un Vigo-Vigolin,

un sin Deern, de heet Katrin.

5

Un dorbi wahnt he noch jümmer op de Lammer-Lammerstraat,

kann maken wat he will, swich man jümmer jümmer still.

Un dor makt he sick Napoleon, Napoleon pardautz.

Ick bün Kaiser, ick bün Kaiser, sä Napoleon,

Caramba, Caramba! sä de Spanischmann.

Damn your eyes, Damn your eyes, sä de Engelsmann,

Gottsverdori, Gottsverdori! sä de Hollandsmann.

Vigolin, Vigolin, sä dat Geigeken.

Un Vigo-Vigolin, un Vigo-Vigolin,

un sin Deern, de heet Katrin.

6

Un dorbi wahnt he noch jümmer op de Lammer-Lammerstraat,

kann maken wat he will, swich man jümmer jümmer still.

Un dor makt he sick en Hanseat, Hanseat pardautz.

Sla em dot, sla em dot, sä de Hanseat,

Ick bün Kaiser, ick bün Kaiser, sä Napoleon,

Caramba, Caramba! sä de Spanischmann.

Damn your eyes, Damn your eyes, sä de Engelsmann,

Gottsverdori, Gottsverdori! sä de Hollandsmann.

Vigolin, Vigolin, sä dat Geigeken,

Un Vigo-Vigolin, un Vigo-Vigolin,

un sin Deern, de heet Katrin.